# Steingrímur Thorsteinsson

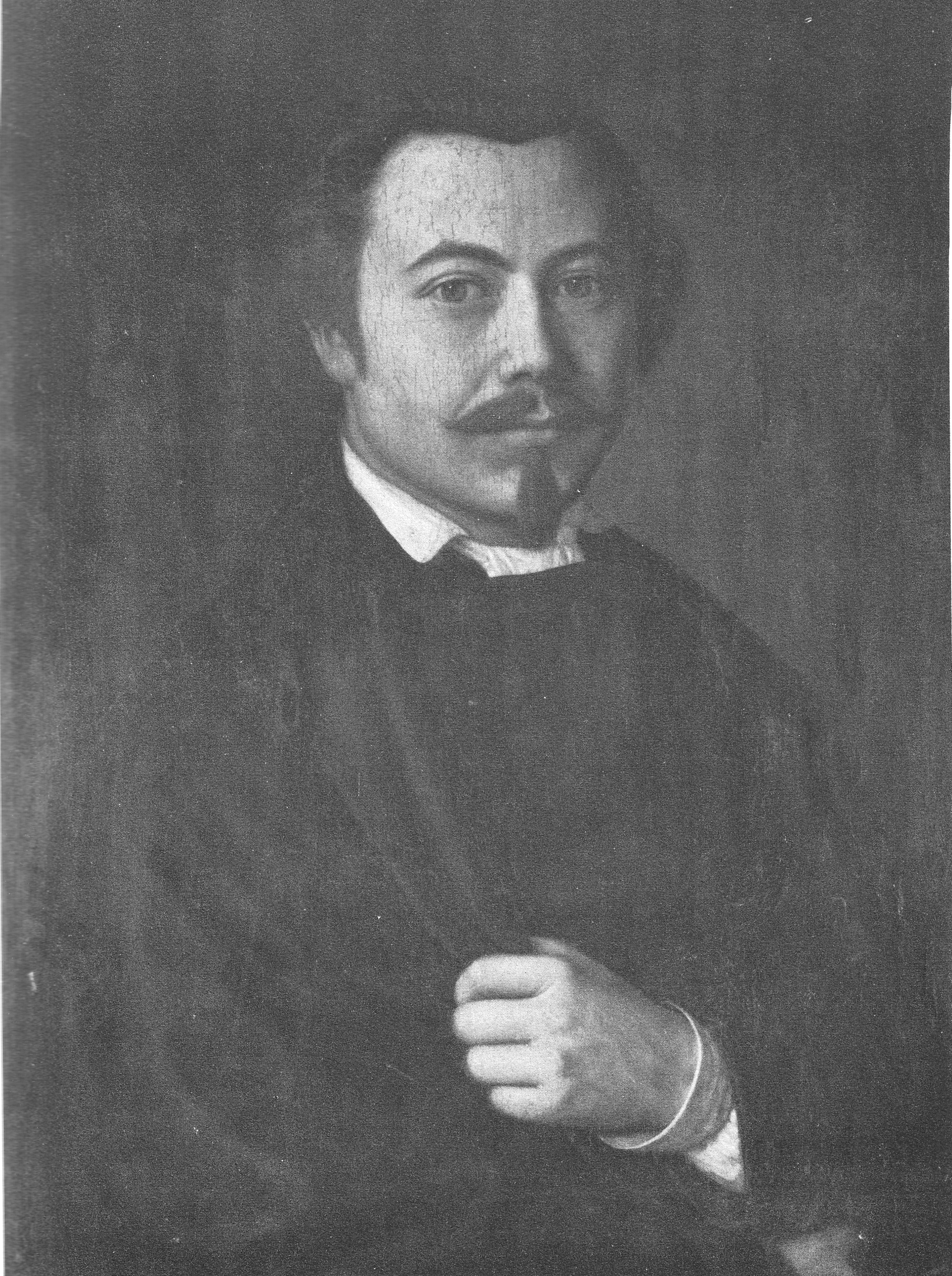
Steingrímur Thorsteinsson.

Steingrímur Thorsteinsson, född 19 maj 1831 i Arnarstapi på Snæfellsnes, död 21 augusti 1913 i Reykjavik, var en isländsk poet och författare. Han var son till Bjarni Thorsteinsson.
Steingrímur tog studentexamen vid Menntaskólinn i Reykjavik 1851 och seglade sedan till Köpenhamn för fortsatta studier på universitet. Han kom tillbaka till Island 1872 och var från 1904 till sin död 1913 rektor för Menntaskólinn. Han översatte många verk till isländska, bland annat Tusen och en natt och sagor av H.C. Andersen.